# Feixe de Ferro
Feixe de Ferro (em hebraico:  קֶרֶן בַּרְזֶל  </link> , keren barzel), oficialmente מגן אור, magen, ou "Light Shield", é um sistema de defesa aérea com arma de energia dirigida que foi revelado no Singapore Airshow em 11 de fevereiro de 2014  pelo empreiteiro de defesa israelense Rafael Advanced Defense Systems.  O sistema é projetado para destruir foguetes de curto alcance, artilharia e morteiros; tem um alcance de até 7 quilômetros (4,3 mi), muito perto para o sistema Iron Dome interceptar projéteis de forma eficaz.   Além disso, o sistema também poderia interceptar veículos aéreos não tripulados (UAVs).  O Iron Beam constituirá o sexto elemento do sistema integrado de defesa antimísseis de Israel,  além do Arrow 2, Arrow 3, David's Sling e Iron Dome. 

## Características
O Iron Beam usa um laser de fibra para gerar um feixe de laser para destruir um alvo aéreo. Seja atuando como um sistema independente ou com sinalização externa como parte de um sistema de defesa aérea, uma ameaça é detectada por um sistema de vigilância e rastreada por plataformas de veículos para poder ser engajada. Os principais benefícios do uso de uma arma de energia dirigida em relação aos interceptadores de mísseis convencionais são custos mais baixos por tiro, número ilimitado de disparos, custos operacionais mais baixos e menos mão de obra. Também não há detritos do interceptador caindo na área protegida. O custo de cada interceptação é insignificante, ao contrário dos caros interceptadores de mísseis – cerca de US$2.000 por disparo para cobrir todos os custos, contra US$100.000 a US$150.000 por disparo de interceptador. 
Em 2016, os níveis de potência do laser foram relatados em "dezenas de quilowatts".  Embora não haja informações oficiais disponíveis, um relatório de 2020 disse que se pensava que o Iron Beam tinha um alcance efetivo máximo de até 7 km, e poderia destruir mísseis, UAVs (drones) e morteiros cerca de quatro segundos após os lasers gêmeos de fibra óptica de alta energia fazerem contato com seu alvo.  Em 2023, os níveis de energia poderão chegar a 100 kW ou mais e o sistema poderia focar um feixe no diâmetro de uma moeda a uma distância de 10 km (6.2 mi). 